# ISO 3166-2:SZ
ISO 3166-2:SZ是史瓦帝尼在ISO 3166-2是由國際標準化組織（ISO）所發布的ISO 3166標準中的一部分，該標准定義了所有在ISO 3166-1中編碼的所有國家/地區的主要行政區（如省或州）的代碼。
目前的史瓦帝尼ISO 3166-2代碼是基於史瓦帝尼的四個行政區定義的。
每個代碼由兩部分組成，用連字符分隔.第一部分是SZ（史瓦帝尼的ISO_3166-1二位字母代码），第二部分是兩個字母。

## 代碼列表
行政區名稱於由ISO 3166維護總署（ISO 3166/MA）發布發布的ISO 3166-2。
代碼編定來源有兩個，分別為ISO 3166維護總署（ISO 3166/MA）以及IATA。
單擊標題中的按鈕可對每列進行排序
| 代碼  | 行政區     |
| ----- | ---------- |
| SZ-HH | 霍霍       |
| SZ-LU | 卢邦博     |
| SZ-MA | 曼齊尼     |
| SZ-SH | 希塞卢韦尼 |

## 更新
ISO在其“在線瀏覽平台”中列出了對該條目作出以下更改：
| 發佈日期       | 修正敘述                                     |
| -------------- | -------------------------------------------- |
| 2018年7月16日  | 修改在英文中的中的短名稱、全名以及本地短名稱 |
| 2018年11月26日 | 細分類別從區到地區的變化; 更新列表來源       |

## 外部連結
- ISO Online Browsing Platform: SZ（页面存档备份，存于）
- Districts of Swaziland（页面存档备份，存于）, Statoids.com